# 岐神
岐神（日语：フナドノカミ或クナドノカミ）又稱作巷神（（日語）チマタノカミ）或辻神（（日語）ツジノカミ），乃是日本民間信仰裡阻擋疾病災害、惡鬼幽靈進入聚落的神祇，又可稱作道祖神、塞神（（日語）サエノカミ）。

## 概要

### 古事記之記載
根據《古事記》上卷之記載，從黃泉國逃返的伊邪那岐命為了清潔身上的污穢，在筑紫日向之橘小門之阿波岐（今宮崎縣宮崎市阿波岐原町）進行禊祓（袪除污穢的淨化儀式）。祂丟棄的手杖變成衝立船戶神、衣帶變成道之長乳齒神、囊袋變成時量師神、衣服變成和豆良比能宇斯能神、褌變成道俁神、頭冠變成飽咋之宇斯能神；左手之手纏變成奧疎神、奧津那藝佐毘古神和奧津甲斐辨羅神；右手之手纏變成邊疎神、邊津那藝佐毘古神和邊津甲裴弁羅神等共12位神祇。

### 日本書紀之記載
據《日本書紀》卷第一神代上第九種說法之記載，伊奘諾尊欲見其妹伊奘冉尊，乃到殯殮之處。本來伊奘冉尊出來迎接祂，都如同在世般無異狀。接著後者說：「夫君請你不要看我。」語畢突然消失且四周陷入一片黑暗，伊弉諾尊舉起火把視之，伊奘冉尊的身體飽脹長大，上有八色雷公。受到驚嚇的伊弉諾尊急忙走避，八色雷公追趕之。伊弉諾尊躲進路邊的桃樹下，並以果實擊退眾雷，這就是桃子能驅鬼的源由。伊奘諾尊乃投其杖曰：「自此之後，雷不敢來。」便是所謂的岐神，也是來名戶之祖神。而所謂的「八雷」，在首曰大雷、在胸曰火雷、在腹曰土雷、在背曰稚雷、在尻曰黑雷、在手曰山雷、在足上曰野雷、在陰上曰裂雷。

## 解說
「岐」或「巷」皆是道路的分岔之處，這種地方是人、神都會往來走動之地，故為了抵禦入侵的惡鬼厲靈，便設置岐神以鎮壓之。《古事記》提及的道俁神，和《日本書紀》、《古語拾遺》記載的猿田彥神實為同一神。不過，江戶時代國學專家本居宣長在《古事記傳》裡卻認為，《延喜式》卷八神祇八道饗祭祝詞提到的八衢比古（（日語）ヤチマタヒコ）、八衢比賣（（日語）ヤチマタヒメ）應是道俁神。
後來，該神祇與中國傳來的道祖神相互習合，也與佛教的地藏菩薩被視為同一神。

## 內部連結
- 伊奘諾尊
- 地藏菩薩
- 猿田彥
- 道祖神